# الشماسية (بغداد)
الشَّمَّاسِيَّة هي منطقة تاريخيَّة تقع على ضفاف نهر دجلة شمال شرقي بغداد في العصر العبَّاسي. تعد منطقة الصليخ في قضاء الأعظمية للعاصمة العراقيَّة بغداد، الوريث المُعاصر لمنطقة الشمَّاسيَّة، وكان أكثر أهلها من النَّصارى. ذكر المُؤرخ الرحَّالة ياقوت الحموي في زمنه، أن الحي المحيط بالشمَّاسيَّة تحول إلى صحراء قاحلة تُعد ملاذًا لللصوص، ما يجعل المنطقة غير آمنة وساكنة.

## أصل التسمية
اسم الشمَّاسيَّة منسوبٌ إلى وظيفة الشمَّاس، وهي وظيفة كنسية تُشير إلى من يُساعد القسيس في المسيحيَّة على أداء الطقوس الدينية. يُحتمل أن مجموعة من الشمامسة قد شيدوا منازلهم في تلك المنطقة، مما أدى إلى انتشار هذا الاسم ليشير إلى المحلة.

## التاريخ
كان المسيحيون يسكنون في مختلف مناطق بغداد، لكن كانت هناك منطقة محددة تُعرف باسم قطيعة النصارى، وتقع بين نهر الدجاج ونهر طابق في الجنوب الغربي من بغداد، فوق الجزء الجنوبي من منطقة الشالجية المُعاصرة، وتمتد نحو الغرب. يُعتقد أن هذه المنطقة كانت هبة من الخليفة أبو جعفر المنصور لمسيحيي بغداد، أو أن اسمها يعود إلى تجمع المسيحيين فيها. نُوقش سبب تخصيص المنصور لهذه الأرض للمسيحيين، وهل كان ذلك تعويضًا عن أراضٍ أخذها منهم، أم أن وراء ذلك أسبابًا سياسية وأمنية. مع مرور الزمن، انتقل المسيحيون من غرب بغداد، أي الكرخ، إلى شرقها، أي الرصافة.

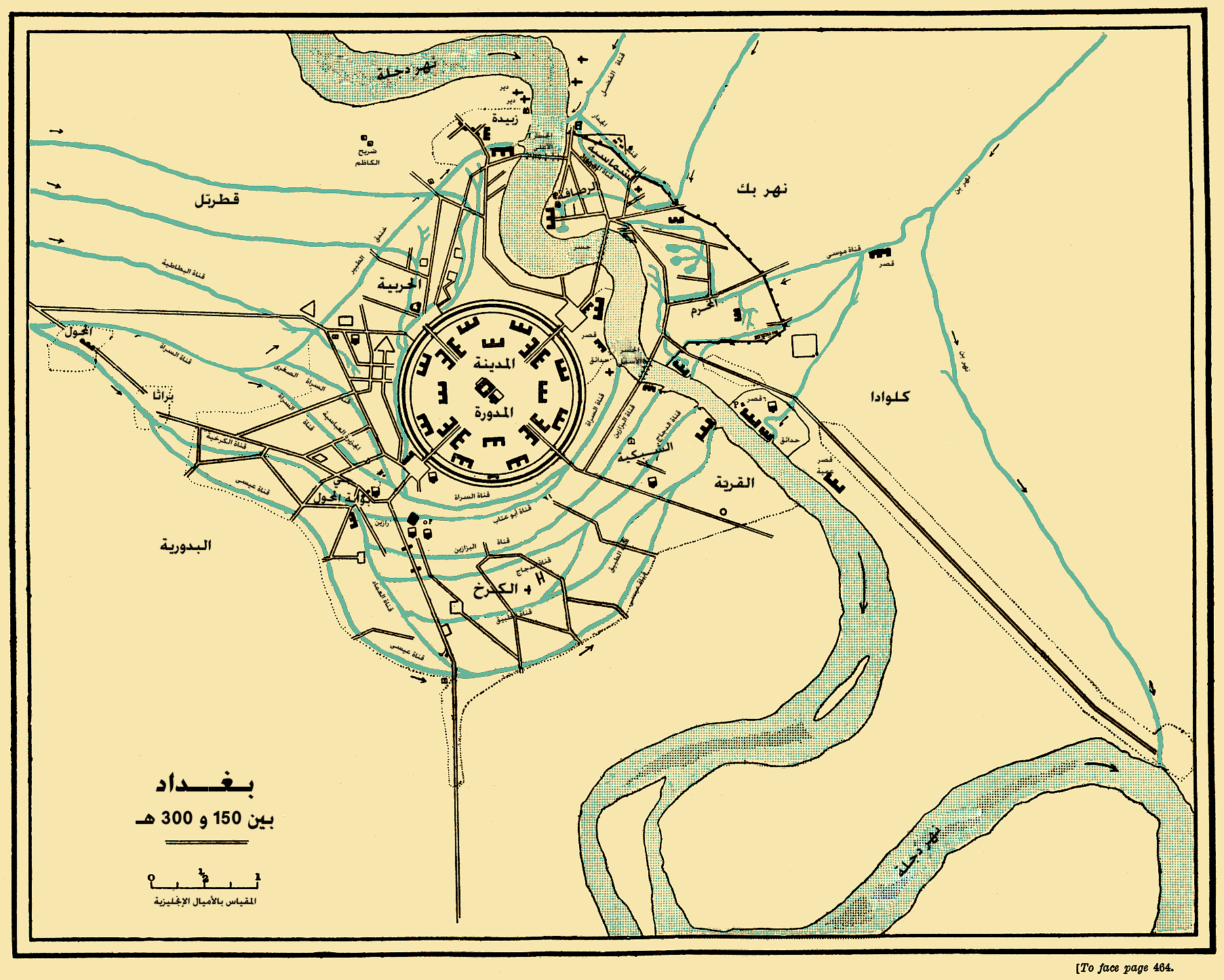
مُخطط يظهر توسُّع ونهضة بغداد العبَّاسية خلال قرنًا ونصف قرنٍ من الزمان، بين 150 إلى 300هـ / 767 - 913م. وتظهر منطقة الشمَّاسيَّة شمال شرقي دار الخلافة.

كانت محلة الشماسية، الواقعة في الشمال الشرقي من بغداد، من أكثر المناطق التي سكنها المسيحيون، وهي تقع في الجزء المقابل للحربية، أو الكاظمية، وتمتد من النهر شرقًا لتشمل محلات هيبة خاتون وراغبة خاتون، ومنطقة الصليخ، والشماسية الحالية. كانت الشماسية تقع بين الأعظمية من الشمال، ودجلة من الغرب، والكسرة من الجنوب، وامتدت شرقًا لمسافات بعيدة. كان نهر الفضل المُتفرع من نهر الخالص، يروي منطقة الشماسية حتى يصب في دجلة عند باب الشماسية، وكان يُعرف أحيانًا باسم نهر الشماسية. في هذه المنطقة، كان يوجد دير درمالس بالقرب من دار مُعز الدَّولة البويهي، والذي كان موقعه كبيرًا، ومتميزًا بكثرة البساتين والأشجار. وفيها حدثت معركة بغداد (932) التي جرت بين مؤنس الخادم والخليفة جعفر المقتدر بالله. استمر ازدهار الشماسية وسكنها حتى سقوط بغداد (1258) على يد المغول، إذ يذكر المُؤرخ المُوصلِّي ابن الطقطقي في كتابه الفخري أن الخراب بدأ يطال الشماسية بعد سقوط بغداد.

## المعالم
كان طريق البردان من أشهر الطرق في منطقة الشماسية، إذ كان يقسمها إلى قسمين. كانت الشماسية متصلة بشارع الميدان وسوق الثلاثاء، وفيها كان سوق الوزير خالد البرمكي وقصر ابنه المعروف بقصر الطين. أحب البرامكة السكن في الشماسية، حيث وجدت فيها محلة سمالو ودار الروم، التي سميت نسبة إلى الأسرى الروم الذين سكنوا فيها. كما بنى الجثالقة (رؤساء الكنيسة) العديد من البيوت في الشماسية، واستقر فيها الكثير من البطارقة. وفي الرصافة، كانت هناك أيضًا محلة تسمى عقد النصارى، التي ظهرت قبل خراب الشماسية بفترة طويلة.

### فهرس المنشورات
1. 1 2  الحموي (1977)، ج. 3، ص. 361.

### فهرس الوب
1. 1 2 3 4 5  الصباح الجديد (26 يوليو 2017). "محلة الشماسية للمسيحيين البغداديين بعد المدائن وقطيعة المنصور". الصباح الجديد. مؤرشف من الأصل في 2024-02-22. اطلع عليه بتاريخ 2024-08-20.
2. ↑  محمد صالح (30 ديسمبر 2023). "امكنة بغدادية.. كلية بغداد وكنيسة الحكمة الالهية في الشماسية !". الدستور. مؤرشف من الأصل في 2024-11-29. اطلع عليه بتاريخ 2024-08-20.

### معلومات المنشورات كاملة
الكتب مرتبة حسب تاريخ النشر
- ياقوت الحموي (1977)، معجم البلدان (ط. 1)، بيروت: دار صادر، OCLC:1014032934، QID:Q114913343